# اوسترا فرولوندا
اوسترا فرولوندا (به سوئدی: Östra Frölunda) یک منطقهٔ مسکونی در سوئد است که در بخش اسونیونا واقع شده‌است. اوسترا فرولوندا ۰٫۴۹ کیلومتر مربع مساحت و ۳۰۹ نفر جمعیت دارد.